# Xylotrechus mindanaonis
Xylotrechus mindanaonis là một loài bọ cánh cứng trong họ Cerambycidae.